# Albian Hajdari
Albian Hajdari, né le 18 mai 2003 à Binningen en Suisse, est un footballeur suisse, qui évolue au poste de défenseur central au FC Lugano.

## Biographie

### En club
Né à Binningen en Suisse, Albian Hajdari commence le football au FC Aesch avant d'être formé par le FC Bâle. Il est repéré par la Juventus FC, qu'il rejoint le 19 septembre 2020. Il est toutefois prêté dans la foulée au FC Bâle pour les deux prochaines saisons.
Il joue son premier match en professionnel le 27 septembre 2020, lors d'une rencontre de Super League contre le Servette FC. Il entre en jeu à la place d'Edon Zhegrova et son équipe s'incline par un but à zéro.
En juillet 2021, Hajdari est rappelé de son prêt à Bâle pour faire la préparation d'avant saison avec la Juventus. Il ne joue toutefois aucun match avec l'équipe première et retourne en prêt au FC Bâle le 4 janvier 2022, jusqu'à la fin de la saison.
Le 8 juillet 2022, Albian Hajdari rejoint le FC Lugano sous la forme d'un prêt d'une saison avec option d'achat.
Le 1er avril 2023, le FC Lugano lève l'option d'achat et Hajdari s'engage pour un contrat courant jusqu'en juin 2027,,. Obtenant la confiance de son entraîneur, Mattia Croci-Torti (en), Hajdari devient un joueur régulier de l'équipe première.

### En sélection
Albian Hajdari possède des origines kosovares mais il représente son pays de naissance, la Suisse, en sélection. Il commence notamment avec les moins de 15 ans, jouant quatre matchs avec cette sélection en 2018.
Il représente l'équipe de Suisse des moins de 17 ans, jouant cinq matchs, tous en 2019.
Albian Hajdari joue son premier match avec l'équipe de Suisse espoirs le 30 mai 2021 face à l'Irlande. Il entre en jeu à la place de Jan Kronig lors de cette rencontre remportée par les siens (2-0 score final).